# Haematopota maculiplena
Haematopota maculiplena är en tvåvingeart som beskrevs av Karsch 1888. Haematopota maculiplena ingår i släktet Haematopota och familjen bromsar.
Artens utbredningsområde är Tanzania. Inga underarter finns listade i Catalogue of Life.